# 1692 Subbotina
1692 Subbotina este un asteroid din centura principală, descoperit pe 16 august 1936, de Grigori Neuimin.